# 2022 FA7
2022 FA7 est un objet épars découvert en 2022. 
2022 FA7 a un diamètre estimé à environ 196 km, son arc d'observation est de 1 an, il est donc encore mal connu.